# Lena distrikt
Lena distrikt er et svensk folkeregisterdistrikt i Uppsala kommun og Uppsala län.
Distriktet ligger ligger i den nordlige del af Uppsala kommune, og det blev oprettet den 1. januar 2016.

## Tidligere administrativ inddeling
Frem til 1862 hed området Lena Sogn (Lena socken). Dette år blev de verdslige anliggender overtaget af Lena Landkommune (Lena landskommun), der i 1952 blev lagt sammen med et par nabokommer. Den nye kommune (Vattholma landskommun) blev en del af Uppsala kommun i 1971.
I 1862 blev de kirkelige anliggender overtaget af Lena Menighed (Lena församling). Menigheden var et selvstændigt pastorat frem til 1925. Fra 1975 tilhører Lena Menighed Vattholma pastorat.
60°00′42″N 17°43′18″Ø / 60.01167°N 17.72167°Ø